# (10213) Koukolík
(10213) Koukolík est un astéroïde de la ceinture principale.

## Description
(10213) Koukolik est un astéroïde de la ceinture principale. Il fut découvert le 10 septembre 1997 à l'Observatoire Kleť par Miloš Tichý et Zdeněk Moravec. Il présente une orbite caractérisée par un demi-grand axe de 2,43 UA, une excentricité de 0,26 et une inclinaison de 7,2° par rapport à l'écliptique.

## Compléments